# 天台観光
天台観光株式会社（てんだいかんこう）は、神奈川県横浜市瀬谷区に本社を置くバス会社。貸切バスと路線バス事業を営む。1986年4月1日設立。貸切バス事業者安全性評価認定取得事業者。

## Eバス（横浜市泉区コミュニティバス）

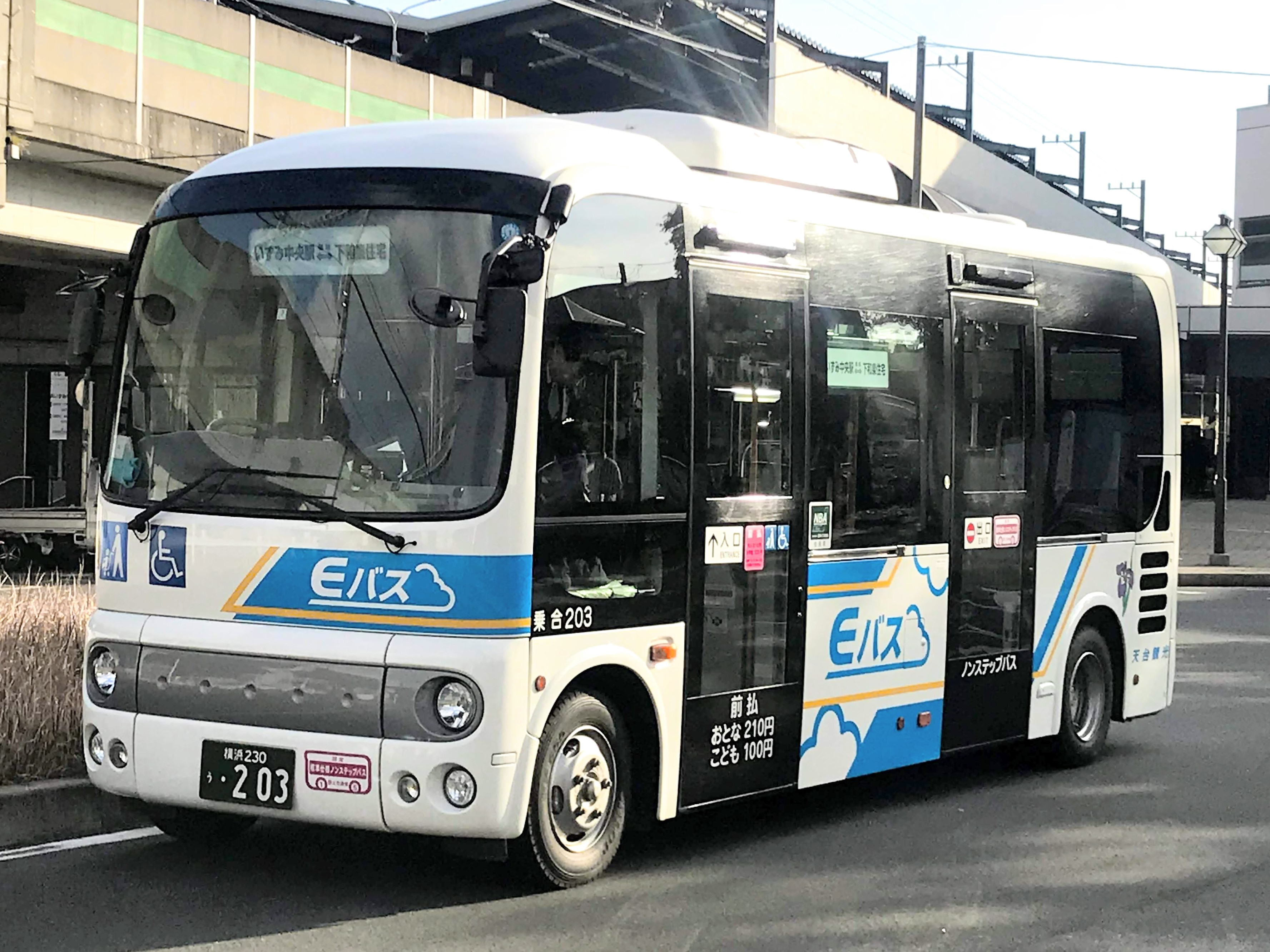
Eバス 203号車

運行区間　いずみ中央駅→下和泉地区→いずみ中央駅
詳細はEバスを参照。

## 車両

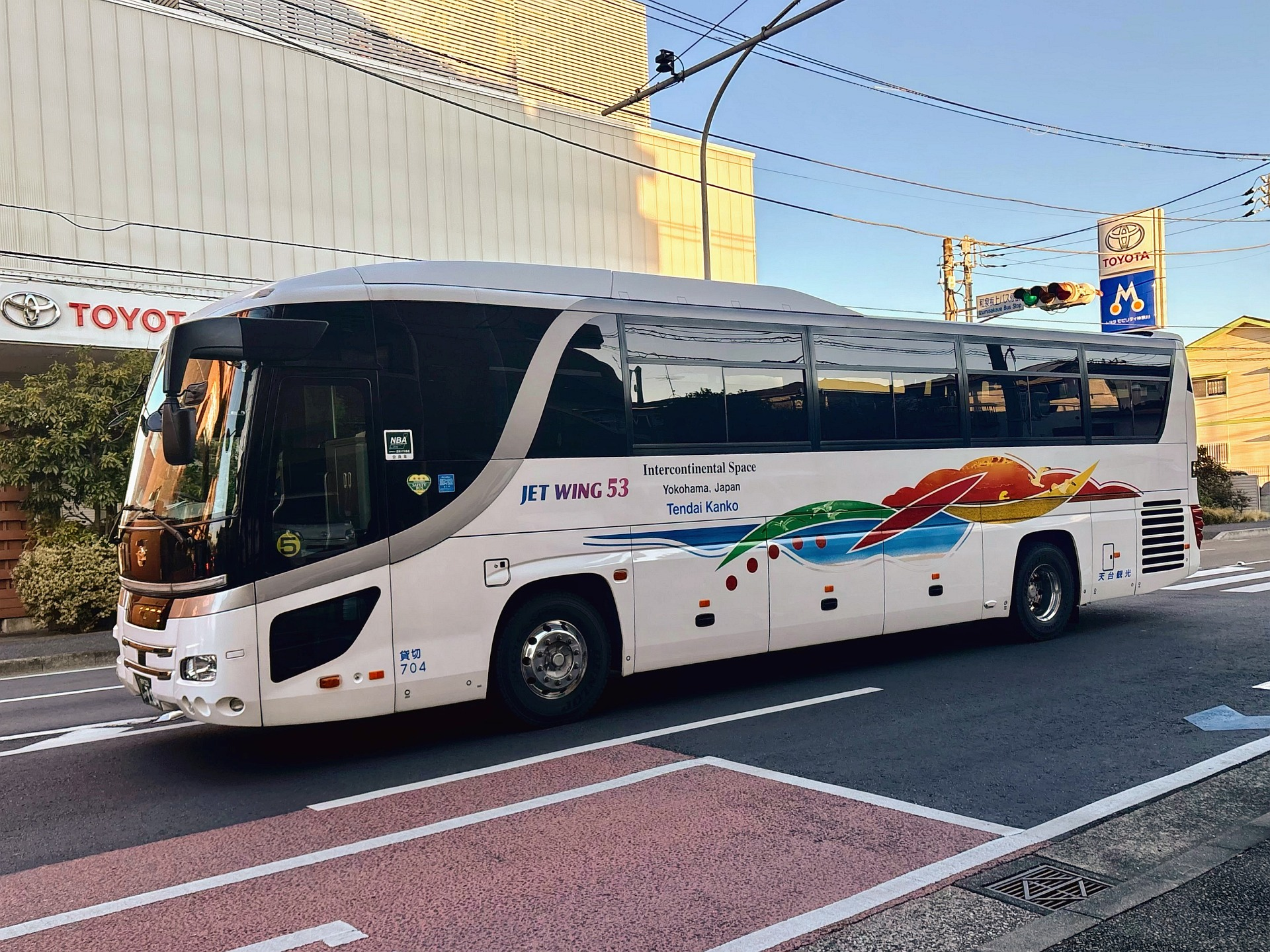
大型観光バスJET WING53

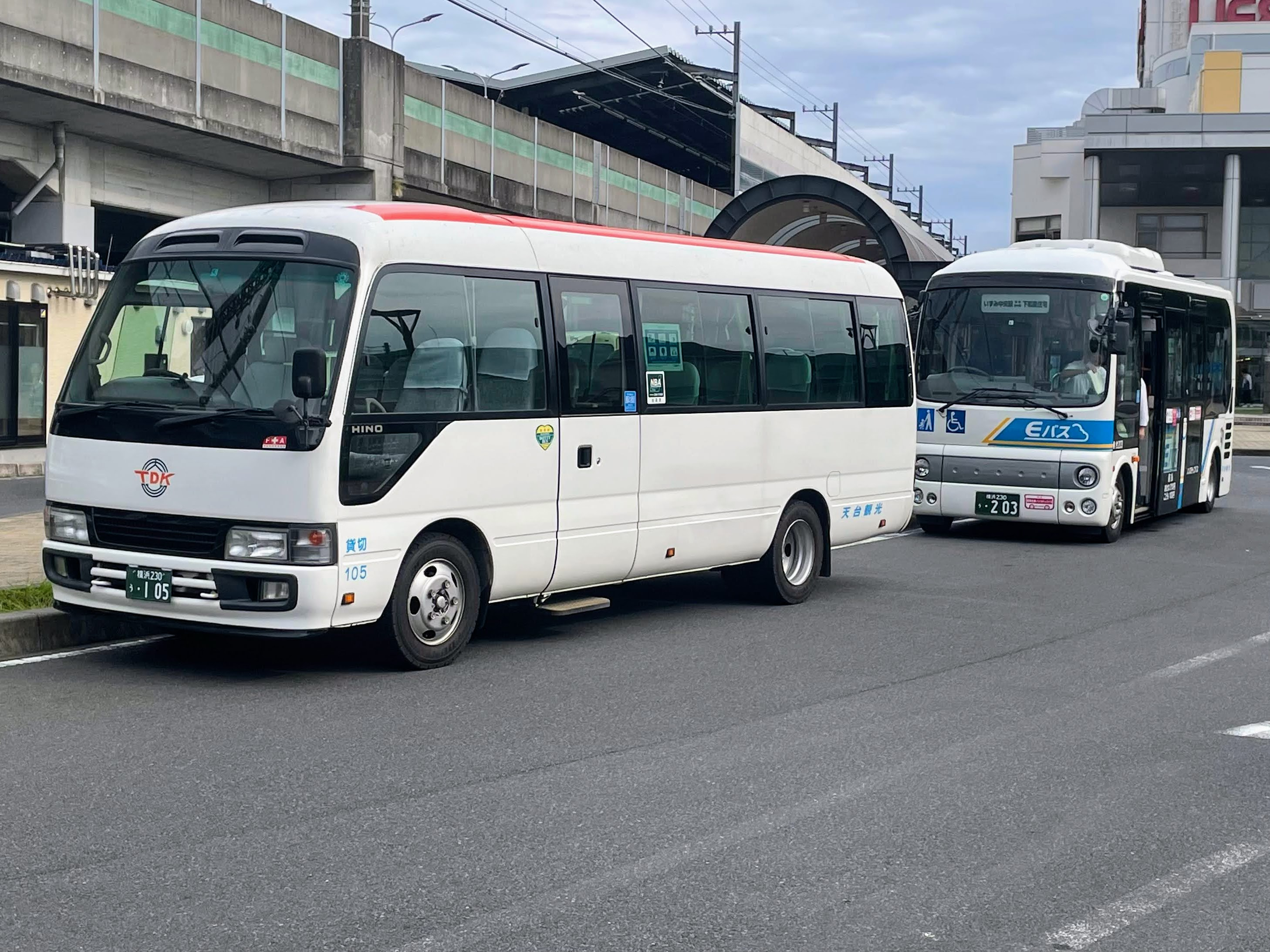
マイクロバスと、Eバスの203号車

Eバス用の車両は日野ポンチョと日野リエッセであるが、通常は日野ポンチョで運行する。
観光バス車両は大型観光バス・中型観光バス・小型観光バス・マイクロバスの4種類がある。

### 大型観光バス
大型観光バスは、53人乗りのJET WING 53、58人乗りのJET WING 58、60人乗りのJET WING 60がある。車種はいすゞ新型ガーラ・日野新型セレガである。

### 中型観光バス
中型観光バスは、27人乗りのJET WING 27がある。車種は日野新型セレガ。

### 小型観光バス
小型観光バスは25人乗りの小型サロン25がある。車種は三菱ふそうエアロミディである。

### マイクロバス
マイクロバスは28人乗りのマイクロバス28がある。